# Ròssec (aritmètica)
El ròssec, en aritmètica, és el nom col·loquial utilitzat per descriure un recurs mnemotècnic en una operació aritmètica, principalment en l'operació suma.
S'usa quan un dígit ha estat transferit d'una columna de dígits a una altra columna de més potència en un algoritme de càlcul.
En el següent algoritme escrit de suma, el dígit 1 és el ròssec:
{\displaystyle {\begin{aligned}[rl]&\color {red}1\\&27\\+&59\\\hline &86\end{aligned}}}
Explicació
Per escriure la suma dels nombres 27 més 59, primer s'ordenen els seus dígits per columnes (desenes i unitats) començant des de les unitats (de dreta a esquerra).
Primer se suma la columna de les unitats (7 + 9) i s'obté el nombre 16 (1 desena i 6 unitats).
S'escriu només 6 sota de la columna d'unitats i ròssec una desena a la columna següent: la columna de les desenes.
Aquest algorisme es fonamenta en la notació en base 10 que s'usa per escriure els nombres. El ròssec no és més que desplaçar a l'esquerra (multiplicar per 10, la base) l'excés que es produeix quan la suma de dos nombres d'una mateixa columna iguala o supera la base (en aquest cas 10).

## En informàtica
En referència a un circuit digital com un sumador, la paraula ròssec és usada de manera similar. En la majoria de les ordinadors, el transport del bit de major potència d'una operació aritmètica (o el desplaçament de l'últim bit, en una operació de desplaçament) és situat en un bit especial, anomenat bit de ròssec, el qual podrà ser usat com a entrada de ròssec en una operació aritmètica de precisió múltiple, o serà usat per al control d'execució d'un programa informàtic.
El ròssec reserva és, a la suma, el senyal que marca el desbordament de la suma de dos nombres que s'afegeix com 1 al valor de la seva esquerra.